# Террор (роман)
«Террор» (англ. The Terror) — исторический роман в жанре мистического триллера американского писателя Дэна Симмонса, опубликованный в 2007 году. В основе сюжета лежит реальная история арктической экспедиции Франклина — плавания и гибели в 1845—1848 годах двух английских кораблей «Террор» и «Эребус», пытавшихся отыскать Северо-Западный проход. В книге Франклин и его люди становятся жертвами арктического холода и голода, сталкиваются с мятежами и каннибализмом, а также враждебным к людям демоническим существом в облике белого медведя.
Большинство персонажей в романе носят имена реальных моряков — участников экспедиции Франклина; неопределённая судьба экспедиции оставляла Симмонсу достаточно места для вымысла. В 2008 году роман был номинирован на Британскую премию фэнтези.

## Сюжет
Роман отличается нелинейной структурой: действие романа начинается приблизительно в середине общего повествования, а затем неоднократно возвращается к началу экспедиции и прошлой жизни её участников. Действие переключается между несколькими персонажами — в первую очередь, руководителем экспедиции Джоном Франклином, капитаном «Террора» Фрэнсисом Крозье и судовым врачом Гарри Гудсером, причем повествование ведется то от третьего лица, то от первого — в форме дневника Гудсера.
В октябре 1847 года «Террор» и «Эребус» уже на протяжении более чем года заперты во льдах близ острова Кинг-Вильям; на борту «Террора» находится немая эскимоска, которую экипаж называет «леди Безмолвной», а в полярной ночи вокруг судов бродит некое существо, вызывающее у полярников страх — медведь Туунбак. После смерти лейтенанта Гора полярники устраивают на зверя охоту, но в засаде погибает сам Джон Франклин. Лейтенант Ирвинг, опекающий леди Безмолвную, обнаруживает гомосексуальную связь между помощником конопатчика Корнелиусом Хикки и другим матросом; Ирвинг не докладывает об этом, но Хикки опасается, что его накажут, и готовит бунт. На новый 1848 год, чтобы поднять дух экспедиции, возглавивший её Крозье разрешает устроить бал-маскарад. Бал на льду воспроизводит рассказ Эдгара Аллана По «Маска Красной смерти» (1842); моряки в шутовском виде представляют явление Туунбака и смерть Франклина, но в шатре появляется «настоящий» медведь Туунбак, который устраивает бойню.
Весной 1848 года, после нападения Туунбака на «Эребус» и пожара капитан Крозье приказывает оставить корабли и перебраться на Кинг-Вильям. Лейтенант Ирвинг сталкивается с группой эскимосов; Хикки убивает лейтенанта и сваливает убийство на аборигенов. В ходе долгого перехода через Кинг-Вильям многие члены экспедиции умирают от цинги, вызванного испорченными консервами ботулизма и нападений Туунбака, который, в частности, топит на переправе вельбот с гребцами; некоторые, как искалеченный медведем лоцман Блэнки и стюард Бридженс, расстаются с жизнью добровольно. На юго-востоке острова Кинг-Вильям голодающая экспедиция разбивает «лагерь Спасения»; Крозье предлагает экспедиции разделиться, также надеясь избавиться от потенциальных мятежников. 

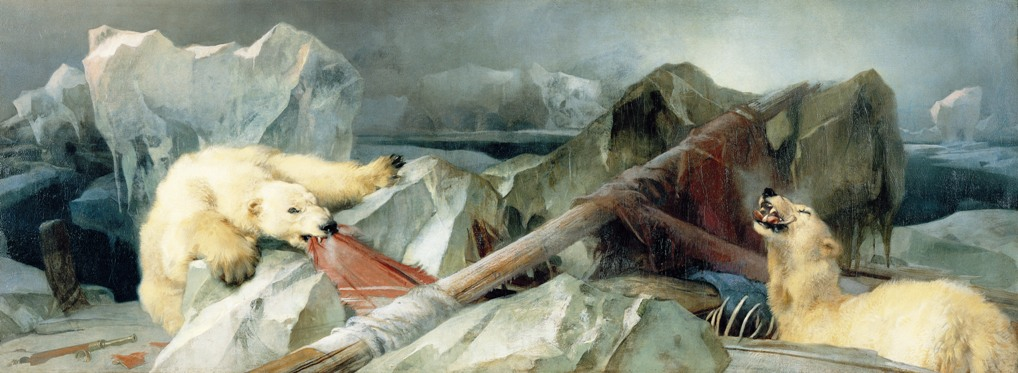
«Человек предполагает, а Бог располагает», 1864. Художник Эдвин Ландсир. Картина посвящена экспедиции Франклина.

Одна из групп, которую возглавляет Хикки, уходит на север к лагерю, где были оставлены снятые с кораблей припасы, но, обнаружив слежку, возвращается и заманивает Крозье и Гудсера в ловушку. Раненному Крозье удается сбежать, в то время как Хикки, его люди и пленный Гудсер совершают поход на север, занимаясь каннибализмом. Хикки, получивший бесконтрольную власть над отрядом, убивает своих спутников одного за другим — в итоге вся группа погибает, не добравшись до цели. Часть полярников покидают лагерь Спасения на лодках; их судьба остается неизвестной. Крозье и спасшая его Безмолвная проводят зиму на другом острове, где живут как муж и жена; по выздоровлении Крозье соглашается на выраженное без слов предложение отдать свой язык Туунбаку и стать, как и Безмолвная, немым шаманом — «сиксам иеа». 
В 1851 году Крозье, уже отец двух детей, известный среди эскимосов как Талириктуг, находит обезлюдевший «Террор». Он поджигает проклятый корабль и уходит восвояси со своей новой семьей.

## Персонажи

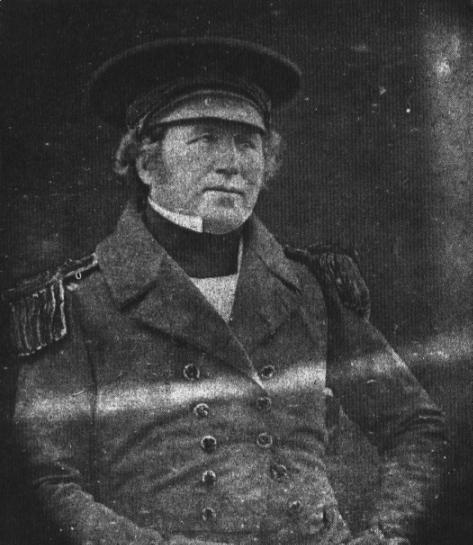
Френсис Крозье. Дагерротип сер. XIX в.

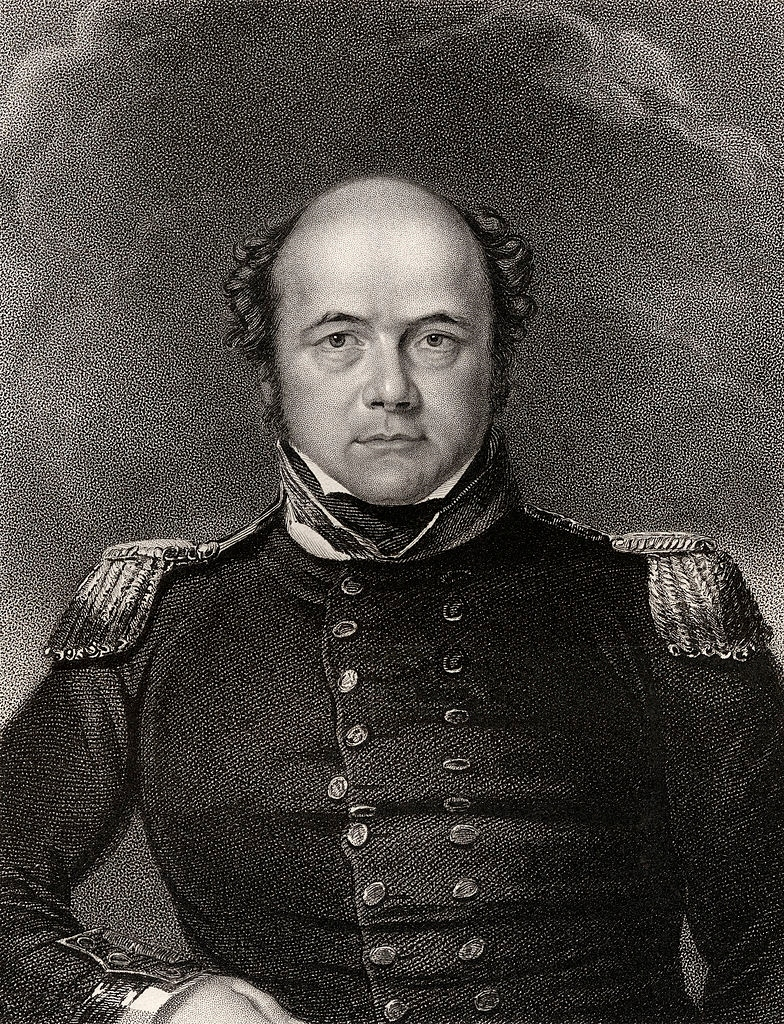
Джон Франклин, гравюра XIX века

- Туунбак — чудовище, похожее на огромного белого медведя ростом больше четырёх метров, преследующее экспедицию. Коварное и неуязвимое создание, убивающее и пожирающее моряков одного за другим. Эскимосы считают его тупилаком — злым духом, созданным богиней Седной, чтобы убить двух других богов, Сайлу и Анингата. Обратившийся против своей создательницы Туунбак был низвержен на Землю. Прототипами Туунбака можно считать гигантских медведей эскимосской мифологии — Нанурлука и Кукувеака [1].
- Безмолвная — молодая эскимоска по имени Силна из сиксам иеа («небесных повелителей духов»), созданных шаманами, чтобы помешать Туунбаку убивать людей. Сиксам иеа посвящают жизнь общению с Туунбаком, который лишает их возможности разговаривать с себе подобными. Силна и её отец наткнулись на отряд лейтенанта Гора, отправленный Франклином на остров Кинг-Уильям. При этом отец девушки был смертельно ранен случайным выстрелом англичан. В ходе повествования сбежала с кораблей. В финале спасла замерзающего во льдах Крозье, спасшегося от обезумевшей толпы моряков.

Имена участников экспедиции, действующих в книге, полностью соответствуют сохранившемуся списку экипажей «Террора» и «Эребуса».
- Френсис Крозье — капитан корабля «Террор». Став начальником экспедиции после смерти Франклина, принимает решение покинуть намертво вмёрзшие в лёд корабли и вести команду сначала на берег острова Кинг-Уильям, а затем к устью реки Бак, чтобы подняться по ней к Большому Невольничьему озеру. Люди тащат тяжёлые сани с лодками и припасами, но не найдя разводья, чтобы плыть к устью реки, возвращаются на остров. Отколовшаяся от основной части экипажа группа под главенством матроса Корнелиуса Хикки решает вернуться обратно к кораблям. Крозье, хитростью заманенного Хикки во льды и тяжело раненного им, спасает Безмолвная. Один из немногих участников экспедиции, которому удалось выжить.
- Сэр Джон Франклин — начальник экспедиции, номинальный капитан флагманского корабля «Эребус». Гибнет 11 июня 1847 г., разорванный на части чудовищным существом.
- Джеймс Фицджеймс (James Fitzjames) — командор, а фактически — капитан «Эребуса» ещё при Франклине. Через некоторое время умирает от болезни.
- Корнелиус Хикки (Cornelius Hickey) — помощник конопатчика с «Террора», неформальный лидер корабельной команды, злобный и коварный человек. Убит Туунбаком, забравшим его душу.
- Гарри Д. С. Гудсер (Harry Goodsir) — фельдшер с «Эребуса», единственный врач экспедиции после гибели коллег во время так называемого «Второго Большого Венецианского карнавала» (развлекательное мероприятие устроенное экипажами кораблей в новогоднюю ночь 1847/1848). В своей последней главе умирает, предварительно отравившись, с надеждой убить каннибалов отравленным мясом.
- Джон Ирвинг (John Irving) — третий лейтенант с «Террора». Убит Хикки после ухода экспедиции от кораблей.
- Томас Блэнки (Thomas Blanky) — ледовый лоцман с «Террора». Как и стюард Бридженс добровольно расстался с жизнью.
- Гарри Пеглар (Harry Peglar) — фор-марсовый старшина с «Террора».
- Грэм Гор (Graham Gore) — первый лейтенант с «Эребуса», первым из участников экспедиции павший жертвой чудовища.
- Джон Бридженс (John Bridgens) — стюард с "Эребуса". Как и лоцман Блэнки добровольно расстался с жизнью.
- Чарльз Дево (Charles DeVoeux)
- Роберт Голдинг (Robert Golding)
- Томас Джонсон (Thomas Johnson)

## Издания романа
«Террор» является двадцать шестым по счету романом Дэна Симмонса. Впервые издан в 2007 году американским издательством «Little, Brown and Company», входящим в группу «Hachette Book». В дальнейшем роман неоднократно издавался в аудио-версии. В России «Террор» вышел в серии «Книга-загадка, книга-бестселлер» издательства «Эксмо» в 2008 году (переводчик — М. Куренная). Тогда как в США книга вышла в двух вариантах: мягкий переплёт и твердая обложка — в России до 2016 года был дважды (в 2008 и 2013 гг.) издан только твёрдый вариант. В 2016 году книга была издана и в мягком переплете издательством "Азбука", ISBN 978-5-389-11049-6.

## Отзывы и премии
В 2007 году «Террор» входит в десятку лучших книг года по версии различных зарубежных изданий, в том числе Entertainment Weekly, USA Today, а также в Топ 10 Стивена Кинга. В 2008 году роман «Террор» был одним из шести номинантов премии British Fantasy Award.. Был включён в длинный список премии «Ясная Поляна» в номинации «Иностранная литература».
Роман был с восторгом встречен критиками ведущих зарубежных изданий. Так, газета Вашингтон Пост сравнила труд, который принял на себя Дэн Симмонс, взявшись запечатлеть это «сочетание исторического реализма, готического ужаса и древней мифологии», с прогулкой по тонкому льду, отмечая при этом, что всякий, кто не обладает искусством повествования Симмонса, неизбежно провалился бы под лёд («… anyone without Simmons’s mastery of narrative craft would have undoubtedly fallen through»). Среди писателей роман также нашел самые одобрительные отклики. Признанные мастера фантастического жанра Стивен Кинг и Дин Кунц назвали Дэна Симмонса блистательным автором, внушающим благоговение.

## Экранизация
В марте 2018 года состоялась премьера телесериала «Террор» от канала AMC. Главными продюсерами сериала стали Дэвид Каджганич и Су Хью, автор романа Дэн Симмонс был назначен сопродюсером. В главных ролях — Джаред Харрис, Тобайас Мензис, Киаран Хайндс. В роли Безмолвной снялась гренландско-эскимосская певица и актриса Нив Нильсен.
Создатели сериала, несмотря на хорошее в целом его исполнение, произвольно изменили концовку, как альтернативную. Некоторые отснятые сцены и сюжетные линии не совпадают с книгой.

### Рецензии и отзывы
- Рецензия М. Э. Бёрстейн на сайте History News Network (англ.)
- Рецензия Р.Лаффонта на сайте Le cafard cosmique (фр.)
- Рецензия журнала «Мир Фантастики» (рус.)